# Monastère franciscain de Vynohradiv
Pour les articles homonymes, voir Franciscain.
Le monastère des Franciscains de Vynohradiv est un monastère de franciscains du XVIe siècle, associé à l'église Saint-John à Vynohradiv en Ukraine.

## Le monastère
Bâti sur l'invitation du baron de Pereni qui tenait cette terre dés 1500. Les franciscains y translatèrent les cendres de Jean de Capistran. L'église st-Jean a brûlé en 1717 après l'invasion turque puis fut relevée en style baroque, la seule partie d'origine est situé dans les cellules monacales. Le monastère est déclaré d'intérêt national n°174.

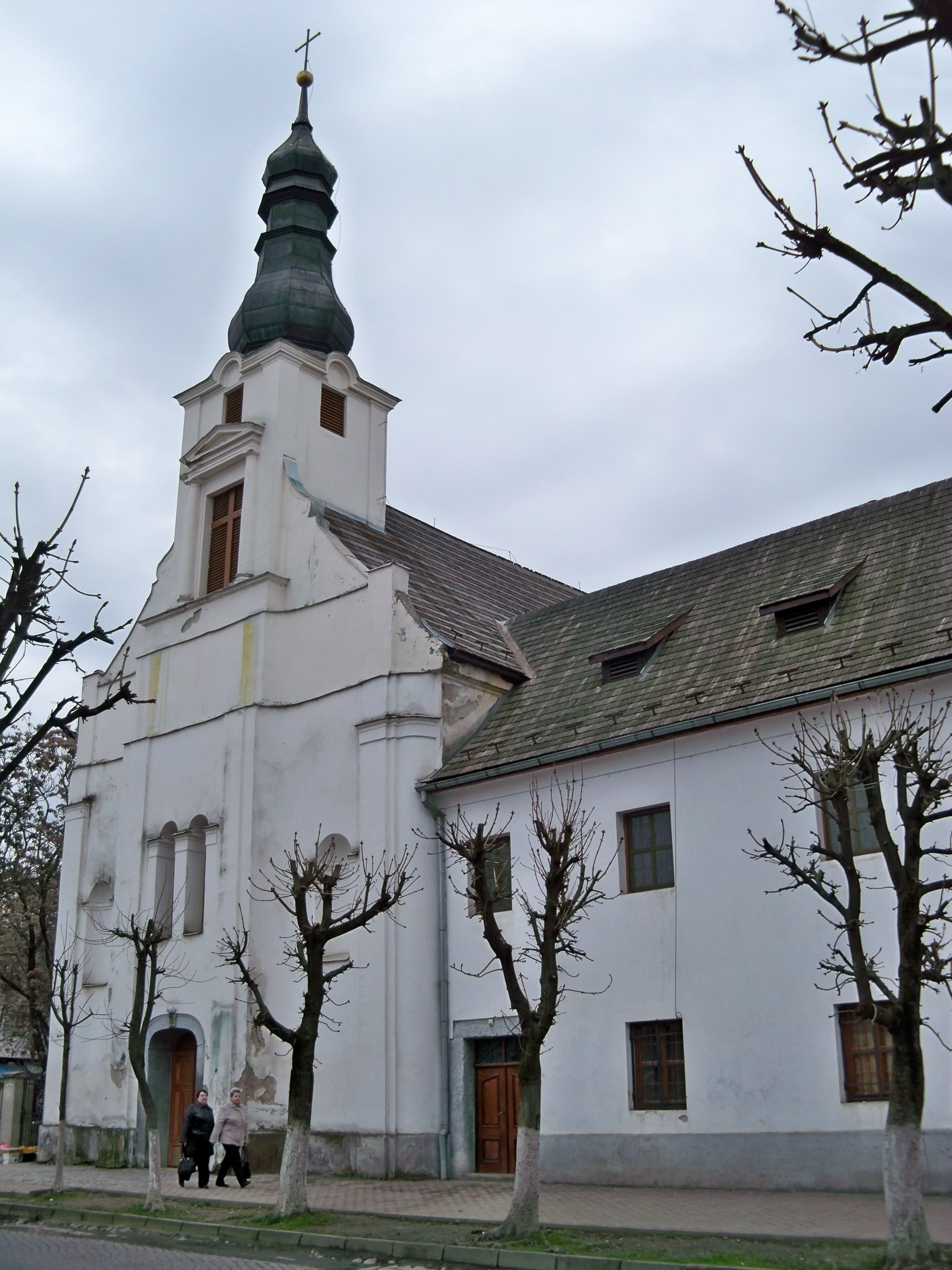
L'église, classée[3],
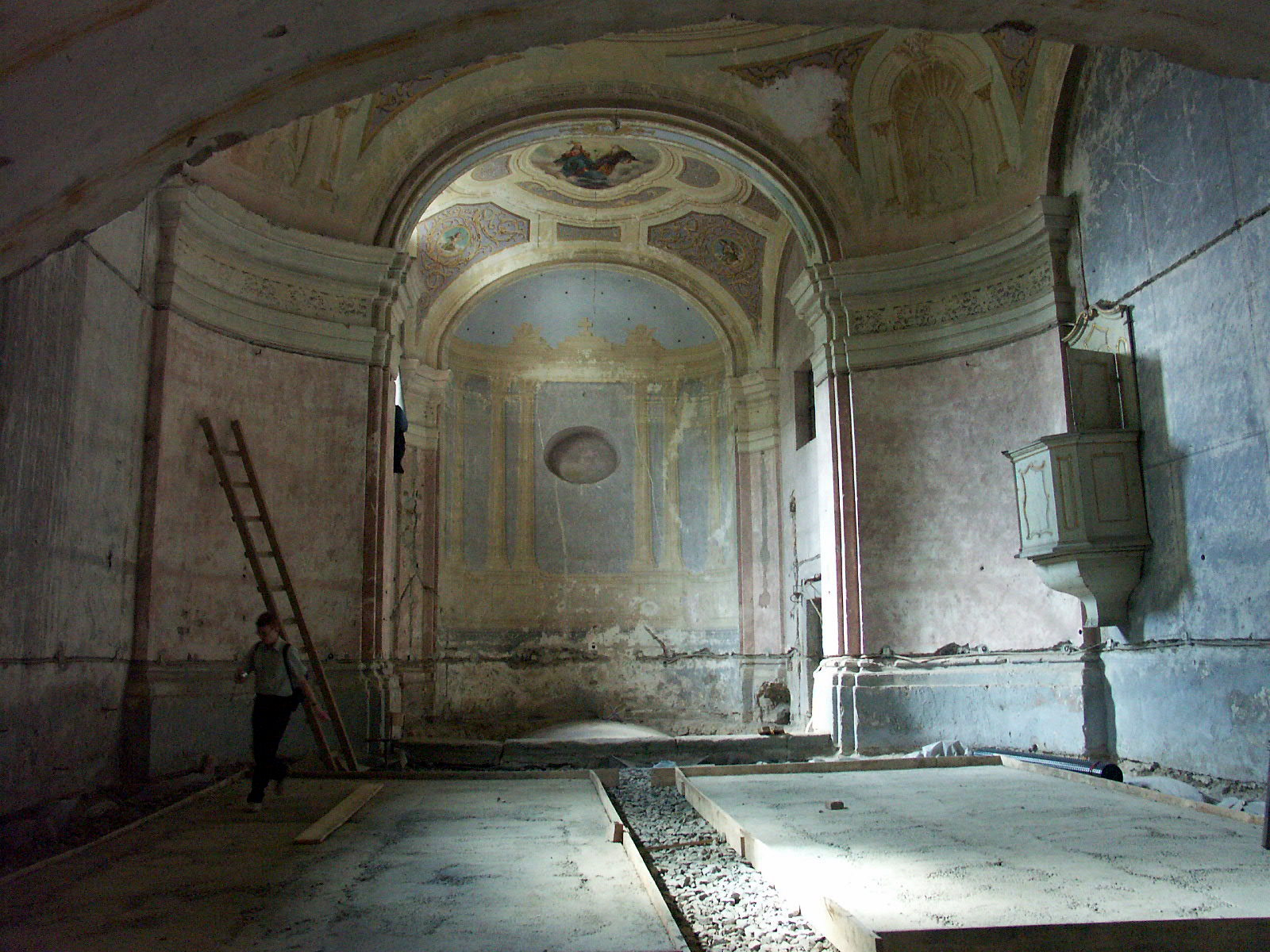
l'intérieur,
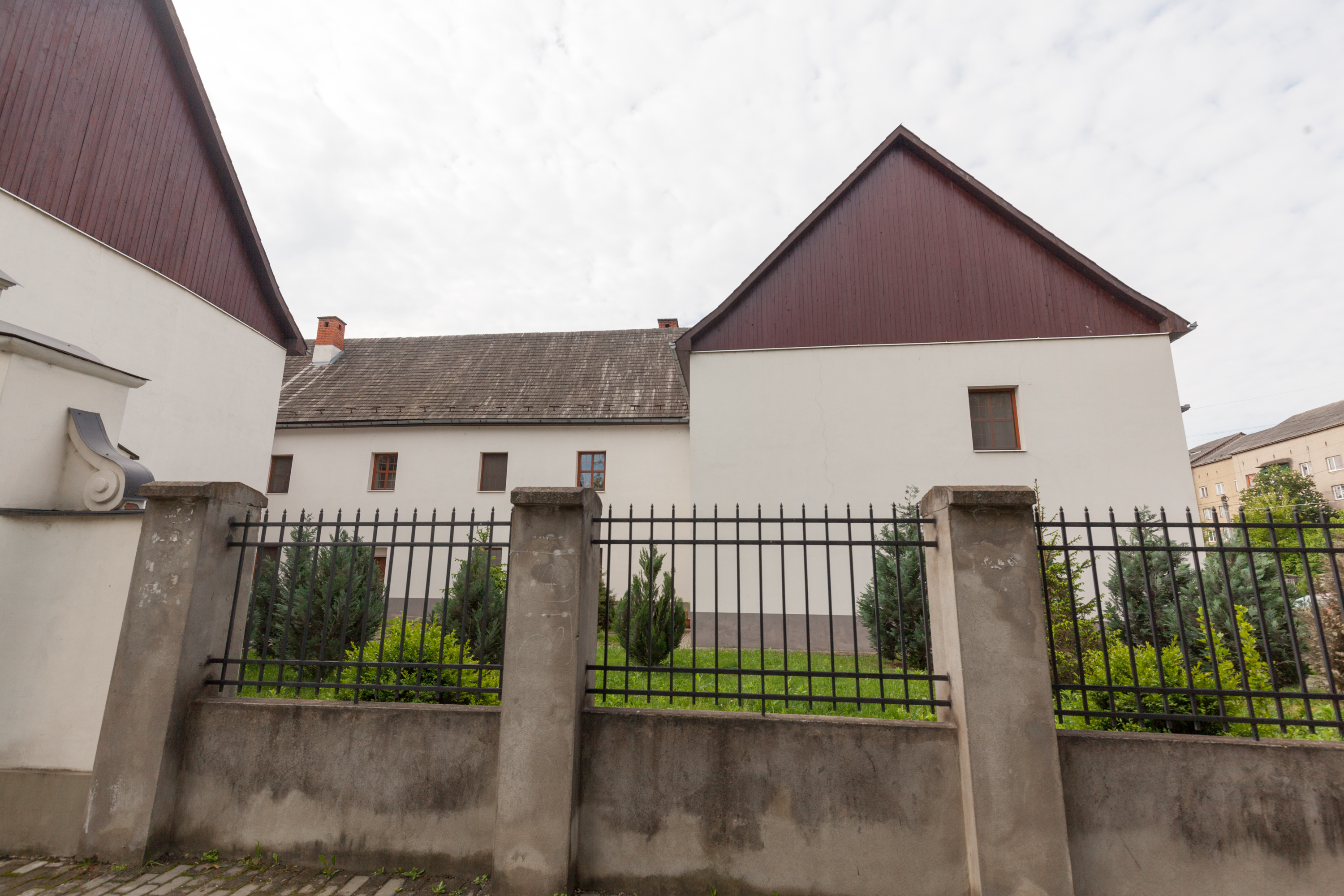
cellules monacales, classées[4].